# Rallye Dakar 2018

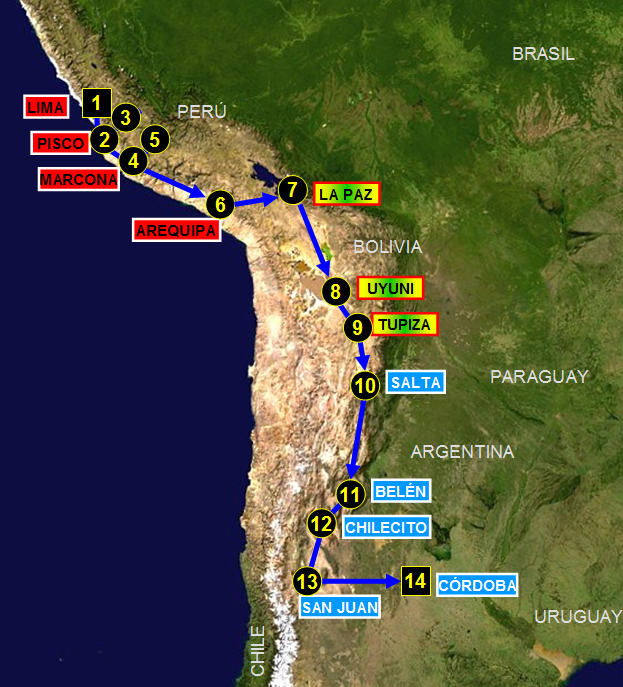
Strecke 2018

Die Rallye Dakar 2018 war die 40. Austragung der Rallye Dakar und die 39., die tatsächlich ausgefahren wurde. Sie fand zum zehnten Mal in Folge in Südamerika statt. Die Rallye begann am 6. Januar 2018 in Lima und endete nach 14 Etappen am 20. Januar in Córdoba. In dieser Zeit wurden, je nach Fahrzeugklasse, ca. 8300 bis 8800 Kilometer, davon rund 4300 Rennkilometer, durch Peru, Bolivien und Argentinien zurückgelegt.
Insgesamt gingen 335 Fahrzeuge an den Start, davon 139 Motorräder, 92 Autos, 49 Quads, 44 Trucks und 11 UTVs.
Der Gewinner bei den Motorrädern war der Österreicher Matthias Walkner mit 43:06:01 – die beste Zeit aller Fahrzeuge, der Gewinner bei den Autos war der Spanier Carlos Sainz senior mit einer Zeit von 49:16:18, der Gewinner bei den Quads war der Chilene Ignacio Casale mit 53:47:04 und der Gewinner bei den Trucks war der Russe Eduard Nikolajew mit 54:57:37. Bei den UTVs lag der Brasilianer Reinaldo Varela mit 72:44:06 an erster Stelle.

## Route
Die Rallye startete in Lima in Peru und führte in den ersten Etappen über Pisco und San Juan de Marcona nach Arequipa. Die Streckenführung war für alle Klassen weitgehend identisch, nur auf der Etappe nach Arequipa fuhren die Motorräder eine leicht geänderte Route. Auf der sechsten Etappe fand der Grenzübertritt nach Bolivien statt, wo die Teilnehmer in La Paz einen Ruhetag hatten.
Nach dem Ruhetag begann für alle Teilnehmer die erste Hälfte einer Marathonetappe, d. h., dass am Ende der siebten Etappe die Mechaniker keine Reparaturen an den Fahrzeugen durchführen durften. Die nächsten beiden Etappen führten über Tupiza ins argentinische Salta, wobei die Wertungsprüfungen auf einer Höhe von bis zu 4800 m ausgetragen wurden. Auf der elften Etappe fuhren die Motorräder und Quads nach Fiambalá, während es für die übrigen Teilnehmer weiter nach Chilecito ging. Für die Motorrad- und Quadfahrer war dies zudem der erste Teil einer weiteren Marathonetappe. Auch bei den beiden folgenden Wertungsprüfungen wich die Streckenführung der Motorräder und Quads von der der anderen Teilnehmer ab, erst auf der letzten Prüfung nordwestlich von Córdoba hatten wieder alle Klassen die gleiche Route.

### Etappen
| Etappe                             | Datum         | Von                  | Nach                     | Motorräder / Quads | Motorräder / Quads | Motorräder / Quads | Autos / UTVs | Autos / UTVs | Autos / UTVs | Trucks     | Trucks  | Trucks  |
| Etappe                             | Datum         | Von                  | Nach                     | Verbindung         | Wertung            | Gesamt             | Verbindung   | Wertung      | Gesamt       | Verbindung | Wertung | Gesamt  |
| ---------------------------------- | ------------- | -------------------- | ------------------------ | ------------------ | ------------------ | ------------------ | ------------ | ------------ | ------------ | ---------- | ------- | ------- |
| 1                                  | 06. Januar    | Lima                 | Pisco                    | 242                | 31                 | 273                | 242          | 31           | 273          | 242        | 31      | 273     |
| 2                                  | 07. Januar    | Pisco                | Pisco                    | 12                 | 267                | 279                | 12           | 267          | 279          | 12         | 267     | 279     |
| 3                                  | 08. Januar    | Pisco                | San Juan de Marcona      | 208                | 296                | 504                | 208          | 296          | 504          | 208        | 296     | 504     |
| 4                                  | 09. Januar    | San Juan de Marcona  | San Juan de Marcona      | 114                | 330                | 444                | 114          | 330          | 444          | 114        | 330     | 444     |
| 5                                  | 10. Januar    | San Juan de Marcona  | Arequipa                 | 508                | 266                | 774                | 666          | 268          | 934          | 666        | 268     | 934     |
| 6                                  | 11. Januar    | Arequipa             | La Paz                   | 447                | 313                | 760                | 447          | 313          | 760          | 447        | 313     | 760     |
|                                    | 12. Januar    | La Paz               | La Paz                   | Ruhetag            | Ruhetag            | Ruhetag            | Ruhetag      | Ruhetag      | Ruhetag      | Ruhetag    | Ruhetag | Ruhetag |
| 7 M1                               | 13. Januar    | La Paz               | Uyuni                    | 302                | 425                | 727                | 302          | 425          | 727          | 302        | 369     | 671     |
| 8                                  | 14. Januar    | Uyuni                | Tupiza                   | 87                 | 498                | 585                | 87           | 498          | 585          | 180        | 381     | 561     |
| 9                                  | 15. Januar    | Tupiza               | Salta                    | 513                | 242                | 755                | 513          | 242          | 755          | 513        | 242     | 755     |
| 10                                 | 16. Januar    | Salta                | Belén                    | 424                | 373                | 797                | 424          | 373          | 797          | 424        | 373     | 797     |
| 11 M2                              | 17. Januar    | Belén                | Fiambalá 1 / Chilecito 2 | 205                | 280                | 485                | 467          | 280          | 747          | 467        | 280     | 747     |
| 12                                 | 18. Januar    | Fiambalá / Chilecito | San Juan                 | 348                | 375                | 723                | 270          | 523          | 793          | 270        | 523     | 793     |
| 13                                 | 19. Januar    | San Juan             | Córdoba                  | 483                | 424                | 907                | 560          | 369          | 929          | 560        | 369     | 929     |
| 14                                 | 20. Januar    | Córdoba              | Córdoba                  | 166                | 120                | 286                | 166          | 120          | 286          | 166        | 120     | 286     |
| Gesamtstrecke                      | Gesamtstrecke | Gesamtstrecke        | Gesamtstrecke            | 4059               | 4240               | 8299               | 4478         | 4335         | 8813         | 4571       | 4162    | 8733    |
| Alle Angaben in Kilometer, Quelle: |               |                      |                          |                    |                    |                    |              |              |              |            |         |         |

## Etappenergebnisse

### 1. Etappe
| Rang | Motorräder         | Motorräder | Motorräder | Motorräder | Quads           | Quads  | Quads | Quads   | Autos                                 | Autos    | Autos | Autos   | Trucks                                                | Trucks  | Trucks | Trucks  |
| Rang | Fahrer             | Marke      | Zeit       | Abstand    | Fahrer          | Marke  | Zeit  | Abstand | Fahrer                                | Marke    | Zeit  | Abstand | Fahrer                                                | Marke   | Zeit   | Abstand |
| ---- | ------------------ | ---------- | ---------- | ---------- | --------------- | ------ | ----- | ------- | ------------------------------------- | -------- | ----- | ------- | ----------------------------------------------------- | ------- | ------ | ------- |
| 1    | Sam Sunderland     | KTM        | 20:56      | –          | Ignacio Casale  | Yamaha | 27:32 | –       | Nasser Al-Attiyah Matthieu Baumel     | Toyota   | 21:51 | –       | Aleš Loprais Lukáš Janda Ferran Marco Alcayna         | Tatra   | 25:15  | –       |
| 2    | Adrien Van Beveren | Yamaha     | 21:28      | + 0:32     | Sergei Karjakin | Yamaha | 28:32 | + 1:00  | Bernhard ten Brinke Michel Périn      | Toyota   | 22:16 | + 0:25  | Martin van den Brink Wouter Rosegaar Daniel Kozlovský | Renault | 25:37  | + 0:22  |
| 3    | Pablo Quintanilla  | Husqvarna  | 21:51      | + 0:55     | Pablo Copetti   | Yamaha | 30:31 | + 2:59  | Nicolás Fuchs Fernando Adrian Mussano | Borgward | 22:25 | + 0:34  | Eduard Nikolajew Jewgeni Jakowlew Wladimir Rybakow    | KAMAZ   | 25:44  | + 0:29  |

### 2. Etappe
Der US-Amerikaner Bryce Menzies aus dem X-Raid-Aufgebot überschlug sich zu Beginn der Etappe mehrfach. Während Menzies unverletzt blieb, erlitt sein Beifahrer Peter Mortensen einen Knöchelbruch. Ihr Auto wurde bei dem Unfall zerstört.
Im späteren Verlauf kam es zu einer Kollision zwischen Yazeed Al-Rajhi und Boris Garafulic, die beide ebenfalls für X-Raid antreten. Die Kollision ereignete sich auf einem Dünenkamm, den beide Fahrer aus entgegengesetzten Richtungen anfuhren. Nach mehrstündigen Reparaturen konnten sie die Rallye fortsetzen.
| Rang | Motorräder         | Motorräder | Motorräder | Motorräder | Quads           | Quads  | Quads   | Quads   | Autos                                  | Autos   | Autos   | Autos   | Trucks                                                            | Trucks | Trucks  | Trucks  |
| Rang | Fahrer             | Marke      | Zeit       | Abstand    | Fahrer          | Marke  | Zeit    | Abstand | Fahrer                                 | Marke   | Zeit    | Abstand | Fahrer                                                            | Marke  | Zeit    | Abstand |
| ---- | ------------------ | ---------- | ---------- | ---------- | --------------- | ------ | ------- | ------- | -------------------------------------- | ------- | ------- | ------- | ----------------------------------------------------------------- | ------ | ------- | ------- |
| 1    | Joan Barreda Bort  | Honda      | 2:56:44    | –          | Ignacio Casale  | Yamaha | 3:37:45 | –       | Cyril Despres David Castera            | Peugeot | 2:56:51 | –       | Eduard Nikolajew Jewgeni Jakowlew Wladimir Rybakow                | KAMAZ  | 3:24:23 | –       |
| 2    | Adrien Van Beveren | Yamaha     | 2:59:38    | + 2:54     | Sergei Karjakin | Yamaha | 3:38:28 | + 0:43  | Stéphane Peterhansel Jean-Paul Cottret | Peugeot | 2:57:39 | + 0:48  | Federico Villagra Ricardo Adrian Torlaschi Adrian Arturo Yacopini | Iveco  | 3:27:48 | + 3:25  |
| 3    | Matthias Walkner   | KTM        | 3:01:08    | + 4:24     | Gastón Gonzáles | Yamaha | 3:41:39 | + 3:54  | Sébastien Loeb Daniel Elena            | Peugeot | 2:59:59 | + 3:08  | Aleš Loprais Lukáš Janda Ferran Marco Alcayna                     | Tatra  | 3:30:30 | + 6:07  |

### 3. Etappe
Kurz vor dem Ende der Wertungsprüfung überschlug sich Nani Roma. Er wurde mit Verdacht auf ein Schädel-Hirn-Trauma in ein Krankenhaus gebracht und schied aus.
| Rang | Motorräder      | Motorräder | Motorräder | Motorräder | Quads            | Quads  | Quads   | Quads   | Autos                                  | Autos   | Autos   | Autos   | Trucks                                                            | Trucks | Trucks  | Trucks  |
| Rang | Fahrer          | Marke      | Zeit       | Abstand    | Fahrer           | Marke  | Zeit    | Abstand | Fahrer                                 | Marke   | Zeit    | Abstand | Fahrer                                                            | Marke  | Zeit    | Abstand |
| ---- | --------------- | ---------- | ---------- | ---------- | ---------------- | ------ | ------- | ------- | -------------------------------------- | ------- | ------- | ------- | ----------------------------------------------------------------- | ------ | ------- | ------- |
| 1    | Sam Sunderland  | KTM        | 3:20:43    | –          | Ignacio Casale   | Yamaha | 3:58:08 | –       | Nasser Al-Attiyah Matthieu Baumel      | Toyota  | 3:09:08 | –       | Federico Villagra Ricardo Adrian Torlaschi Adrian Arturo Yacopini | Iveco  | 3:56:37 | –       |
| 2    | Kevin Benavides | Honda      | 3:23:46    | + 3:03     | Alexis Hernández | Yamaha | 4:07:03 | + 10:55 | Stéphane Peterhansel Jean-Paul Cottret | Peugeot | 3:13:13 | + 4:05  | Eduard Nikolajew Jewgeni Jakowlew Wladimir Rybakow                | KAMAZ  | 3:57:12 | + 0:35  |
| 3    | Toby Price      | KTM        | 3:24:11    | + 3:28     | Pablo Copetti    | Yamaha | 4:13:00 | + 14:52 | Carlos Sainz senior Lucas Cruz         | Peugeot | 3:15:15 | + 6:07  | Airat Mardejew Aidar Beljajew Dmitri Swistunow                    | KAMAZ  | 4:00:46 | + 4:09  |

### 4. Etappe
Sam Sunderland, der Titelverteidiger in der Motorradwertung, zog sich bei einem Sprung in ein Loch eine Rückenverletzung zu. Später verlor er zeitweise das Gefühl in den Beinen und wurde in ein Krankenhaus geflogen.
| Rang | Motorräder          | Motorräder | Motorräder | Motorräder | Quads            | Quads  | Quads   | Quads   | Autos                                  | Autos   | Autos   | Autos   | Trucks                                                            | Trucks | Trucks  | Trucks  |
| Rang | Fahrer              | Marke      | Zeit       | Abstand    | Fahrer           | Marke  | Zeit    | Abstand | Fahrer                                 | Marke   | Zeit    | Abstand | Fahrer                                                            | Marke  | Zeit    | Abstand |
| ---- | ------------------- | ---------- | ---------- | ---------- | ---------------- | ------ | ------- | ------- | -------------------------------------- | ------- | ------- | ------- | ----------------------------------------------------------------- | ------ | ------- | ------- |
| 1    | Adrien Van Beveren  | Yamaha     | 4:08:23    | –          | Sergei Karjakin  | Yamaha | 4:56:34 | –       | Sébastien Loeb Daniel Elena            | Peugeot | 3:57:53 | –       | Eduard Nikolajew Jewgeni Jakowlew Wladimir Rybakow                | KAMAZ  | 4:35:08 | –       |
| 2    | Xavier de Soultrait | Yamaha     | 4:13:24    | + 5:01     | Ignacio Casale   | Yamaha | 4:57:17 | + 0:43  | Carlos Sainz Lucas Cruz                | Peugeot | 3:59:28 | + 1:35  | Federico Villagra Ricardo Adrian Torlaschi Adrian Arturo Yacopini | Iveco  | 5:03:05 | + 27:57 |
| 3    | Matthias Walkner    | KTM        | 4:15:33    | + 7:10     | Alexis Hernández | Yamaha | 5:02:05 | + 5:31  | Stéphane Peterhansel Jean-Paul Cottret | Peugeot | 4:01:09 | + 3:16  | Martin Kolomý Jiří Štross Rostislav Plný                          | Tatra  | 5:13:57 | + 38:49 |

### 5. Etappe
Sébastien Loeb stürzte wenige Kilometer nach dem Start mit seinem Auto in ein Sandloch. Sein Beifahrer Daniel Elena brach sich dabei u. a. das Brustbein, sodass die beiden aufgeben mussten.
| Rang | Motorräder        | Motorräder | Motorräder | Motorräder | Quads               | Quads  | Quads   | Quads   | Autos                                  | Autos   | Autos   | Autos   | Trucks                                             | Trucks | Trucks  | Trucks  |
| Rang | Fahrer            | Marke      | Zeit       | Abstand    | Fahrer              | Marke  | Zeit    | Abstand | Fahrer                                 | Marke   | Zeit    | Abstand | Fahrer                                             | Marke  | Zeit    | Abstand |
| ---- | ----------------- | ---------- | ---------- | ---------- | ------------------- | ------ | ------- | ------- | -------------------------------------- | ------- | ------- | ------- | -------------------------------------------------- | ------ | ------- | ------- |
| 1    | Joan Barreda Bort | Honda      | 3:19:42    | –          | Nicolás Cavigliasso | Yamaha | 4:12:47 | –       | Stéphane Peterhansel Jean-Paul Cottret | Peugeot | 2:51:19 | –       | Eduard Nikolajew Jewgeni Jakowlew Wladimir Rybakow | KAMAZ  | 3:37:12 | –       |
| 2    | Matthias Walkner  | KTM        | 3:30:08    | + 10:26    | Ignacio Casale      | Yamaha | 4:19:22 | + 1:23  | Bernhard ten Brinke Michel Périn       | Toyota  | 2:56:11 | + 04:52 | Dmitri Sotnikow Ruslan Achmadejew Ilnur Mustafin   | KAMAZ  | 3:40:35 | + 3:23  |
| 3    | Kevin Benavides   | Honda      | 3:32:02    | + 12:20    | Alexis Hernández    | Yamaha | 4:19:22 | + 6:35  | Giniel de Villiers Dirk von Zitzewitz  | Toyota  | 3:04:06 | + 12:47 | Airat Mardejew Aidar Beljajew Dmitri Swistunow     | KAMAZ  | 3:40:39 | + 3:27  |

### 6. Etappe
| Rang | Motorräder      | Motorräder | Motorräder | Motorräder | Quads                          | Quads  | Quads   | Quads   | Autos                                  | Autos   | Autos   | Autos   | Trucks                                                            | Trucks | Trucks  | Trucks  |
| Rang | Fahrer          | Marke      | Zeit       | Abstand    | Fahrer                         | Marke  | Zeit    | Abstand | Fahrer                                 | Marke   | Zeit    | Abstand | Fahrer                                                            | Marke  | Zeit    | Abstand |
| ---- | --------------- | ---------- | ---------- | ---------- | ------------------------------ | ------ | ------- | ------- | -------------------------------------- | ------- | ------- | ------- | ----------------------------------------------------------------- | ------ | ------- | ------- |
| 1.   | Antoine Meo     | KTM        | 1:54:10    | –          | Jeremías González Ferioli      | Yamaha | 2:29:06 | –       | Carlos Sainz Lucas Cruz                | Peugeot | 2:53:30 | –       | Federico Villagra Ricardo Adrian Torlaschi Adrian Arturo Yacopini | Iveco  | 3:22:23 | –       |
| 2.   | Kevin Benavides | Honda      | 1:54:40    | + 0:30     | Pablo Copetti                  | Yamaha | 2:30:56 | + 1:50  | Stephane Peterhansel Jean Paul Cottret | Peugeot | 2:57:36 | + 4:06  | Martin Kolomý Jiří Stross Rostislav Plný                          | Tatra  | 3:25:09 | + 2:46  |
| 3.   | Toby Price      | KTM        | 1:54:40    | + 0:30     | Nelson Augusto Sanabria Galeno | Yamaha | 2:31:24 | + 2:18  | Nasser Al-Attiyah Matthieu Baumel      | Toyota  | 2:58:35 | + 5:05  | Ton van Genugten Bernard der Kinderen Peter Willemsen             | Iveco  | 3:25:21 | + 2:58  |

### 7. Etappe
| Rang | Motorräder         | Motorräder | Motorräder | Motorräder | Quads            | Quads  | Quads   | Quads   | Autos                                 | Autos   | Autos   | Autos   | Trucks                                                             | Trucks | Trucks  | Trucks  |
| Rang | Fahrer             | Marke      | Zeit       | Abstand    | Fahrer           | Marke  | Zeit    | Abstand | Fahrer                                | Marke   | Zeit    | Abstand | Fahrer                                                             | Marke  | Zeit    | Abstand |
| ---- | ------------------ | ---------- | ---------- | ---------- | ---------------- | ------ | ------- | ------- | ------------------------------------- | ------- | ------- | ------- | ------------------------------------------------------------------ | ------ | ------- | ------- |
| 1.   | Juan Barreda Bort  | Honda      | 5:11:10    | –          | Axel Dutrie      | Yamaha | 6:59:04 | –       | Carlos Sainz Lucas Cruz               | Peugeot | 4:49:26 | –       | Ton van Genugten Bernhard der Kinderen Peter Willemsen             | Iveco  | 4:10:40 | –       |
| 2.   | Adrien Van Beveren | Yamaha     | 5:14:01    | + 2:51     | Marcelo Medeiros | Yamaha | 7:03:54 | + 4:50  | Giniel de Villiers Dirk von Zitzewitz | Toyota  | 5:01:31 | + 12:05 | Frederico Villagra Ricardo Adrian Torlaschi Adrian Arturo Yacopini | Iveco  | 4:12:41 | + 2:01  |
| 3.   | Kevin Benavides    | Honda      | 5:19:12    | + 8:02     | Ignacio Casale   | Yamaha | 7:08:02 | + 8:58  | Nasser Al-Attiyah Matthieu Baumel     | Toyota  | 5:03:45 | + 14:19 | Eduard Nikolajew Jewgeni Jakowlew Wladimir Rybakow                 | KAMAZ  | 4:15:34 | + 4:54  |

## Endergebnisse

### Autos
| Pos | No. | Fahrer                         | Marke   | Team                   | Zeit     |
| --- | --- | ------------------------------ | ------- | ---------------------- | -------- |
| 1   | 303 | Carlos Sainz senior (ESP)      | Peugeot | Team Peugeot Total     | 49:16:18 |
| 2   | 301 | Nasser Al-Attiyah (QAT)        | Toyota  | Toyota Gazoo Racing SA | +0:43:40 |
| 3   | 304 | Giniel de Villiers (RSA)       | Toyota  | Toyota Gazoo Racing SA | +1:16:41 |
| 4   | 300 | Stéphane Peterhansel (FRA)     | Peugeot | Team Peugeot Total     | +1:25:29 |
| 5   | 312 | Jakub Przygoński (POL)         | Mini    | Orlen Team/X-Raid      | +2:45:24 |
| 6   | 319 | Khalid Al-Qassimi (UAE)        | Peugeot | PH-Sport               | +4:20:58 |
| 7   | 311 | Martin Prokop (CZE)            | Ford    | MP-Sports              | +7:20:49 |
| 8   | 334 | Peter van Merksteijn jr. (NED) | Toyota  | Overdrive Toyota       | +7:41:28 |
| 9   | 331 | Sebastián Halpern (ARG)        | Toyota  | South Racing           | +9:08:10 |
| 10  | 318 | Lucio Álvarez (ARG)            | Toyota  | Overdrive Toyota       | +9:18:46 |

### Motorräder
| Pos | No. | Fahrer                     | Marke     | Team                                     | Zeit     |
| --- | --- | -------------------------- | --------- | ---------------------------------------- | -------- |
| 1   | 2   | Matthias Walkner (AUT)     | KTM       | Red Bull KTM Factory Team                | 43:06:01 |
| 2   | 47  | Kevin Benavides (ARG)      | Honda     | Monster Energy Honda Team                | +0:16:53 |
| 3   | 8   | Toby Price (AUS)           | KTM       | Red Bull KTM Factory Team                | +0:23:01 |
| 4   | 19  | Antoine Méo (FRA)          | KTM       | Red Bull KTM Factory Team                | +0:47:28 |
| 5   | 3   | Gerard Farrés (ESP)        | KTM       | Himoinsa Racing Team                     | +1:01:04 |
| 6   | 40  | Johnny Aubert (FRA)        | GasGas    | Gas Gas Motorsport                       | +1:53:53 |
| 7   | 61  | Oriol Mena (ESP)           | Hero      | Hero Motorsports Team Rally              | +2:22:52 |
| 8   | 10  | Pablo Quintanilla (CHL)    | Husqvarna | Rockstar Energy Husqvarna Factory Racing | +2:24:05 |
| 9   | 29  | Daniel Oliveras (ESP)      | KTM       | Himoinsa Racing Team                     | +2:37:20 |
| 10  | 68  | José Ignacio Cornejo (CHL) | Honda     | Monster Energy Honda Team                | +2:42:36 |

### Quads
| Pos | No. | Fahrer                          | Marke        | Team                     | Zeit     |
| --- | --- | ------------------------------- | ------------ | ------------------------ | -------- |
| 1   | 241 | Ignacio Casale (CHL)            | Yamaha       | Casale Racing            | 53:47:04 |
| 2   | 249 | Nicolás Cavigliasso (ARG)       | Yamaha       | Team Al Desert           | +1:38:52 |
| 3   | 246 | Jeremías González Ferioli (ARG) | Yamaha       | Consultores de Empresas  | +2:08:14 |
| 4   | 282 | Marcelo Medeiros (BRA)          | Yamaha       | Taguatur Racing Team     | +4:30:00 |
| 5   | 248 | Alexis Hernández (PER)          | Yamaha       | Alexis Hernández Racing  | +4:38:53 |
| 6   | 266 | Dmitrij Schilow (KAZ)           | Yamaha       | Astana Motorsports 2017  | +6:44:57 |
| 7   | 251 | Nelson Sanabria (PAR)           | Yamaha       | Sanabria Dakar Team      | +8:02:56 |
| 8   | 254 | Kees Koolen (NED)               | Barren Racer | Maxxis Super B Dakarteam | +8:24:58 |
| 9   | 245 | Axel Dutrie (FRA)               | Yamaha       | Drag'On Rally Team       | +8:30:22 |
| 10  | 280 | Giuliano Giordana (ARG)         | Yamaha       | Giordana Dakar Team      | +9:18:25 |

### Trucks
| Pos | No. | Fahrer                                                                  | Marke   | Team                                 | Zeit      |
| --- | --- | ----------------------------------------------------------------------- | ------- | ------------------------------------ | --------- |
| 1   | 500 | Eduard Nikolajew (RUS) Jewgeni Jakowlew (RUS) Wladimir Rybakow (RUS)    | KAMAZ   | KAMAZ-master                         | 54:57:37  |
| 2   | 512 | Siarhei Viazovich (BLR) Pavel Haranin (BLR) Andrei Zhyhulin (BLR)       | MAZ     | MAZ-Sportauto                        | +3:57:17  |
| 3   | 507 | Airat Mardejew (RUS) Aidar Beljajew (RUS) Dmitri Swistunow (RUS)        | KAMAZ   | KAMAZ-master                         | +5:22:34  |
| 4   | 508 | Artur Ardavichus (KAZ) Serge Bruynkens (BEL) Michel Huisman (NED)       | Iveco   | Astana Motorsport Team de Rooy Iveco | +6:38:22  |
| 5   | 510 | Martin Macík jr. (CZE) František Tomášek (CZE) Michal Mrkva (CZE)       | LIAZ    | Big Shock Racing                     | +7:58:45  |
| 6   | 511 | Teruhito Sugawara (JPN) Mitsugu Takahashi (JPN)                         | Hino    | Hino Team Sugawara                   | +8:10:16  |
| 7   | 517 | Gert Huzink (NED) Rob Buursen (NED) Martin Roesink (NED)                | Renault | Riwald Dakar Team                    | +9:19:23  |
| 8   | 509 | Ton van Genugten (NED) Bernard der Kinderen (NED) Peter Willemsen (BEL) | Iveco   | Petronas Team de Rooy Iveco          | +9:24:54  |
| 9   | 516 | Maurik van den Heuvel (NED) Wilko van Oort (NED) Martin van Rooij (NED) | Scania  | Dakarspeed                           | +9:55:05  |
| 10  | 502 | Dmitrij Sotnikow (RUS) Ruslan Achmadejew (RUS) Ilnur Mustafin (RUS)     | KAMAZ   | KAMAZ-master                         | +10:03:47 |